# Kniha roku Lidových novin 2005

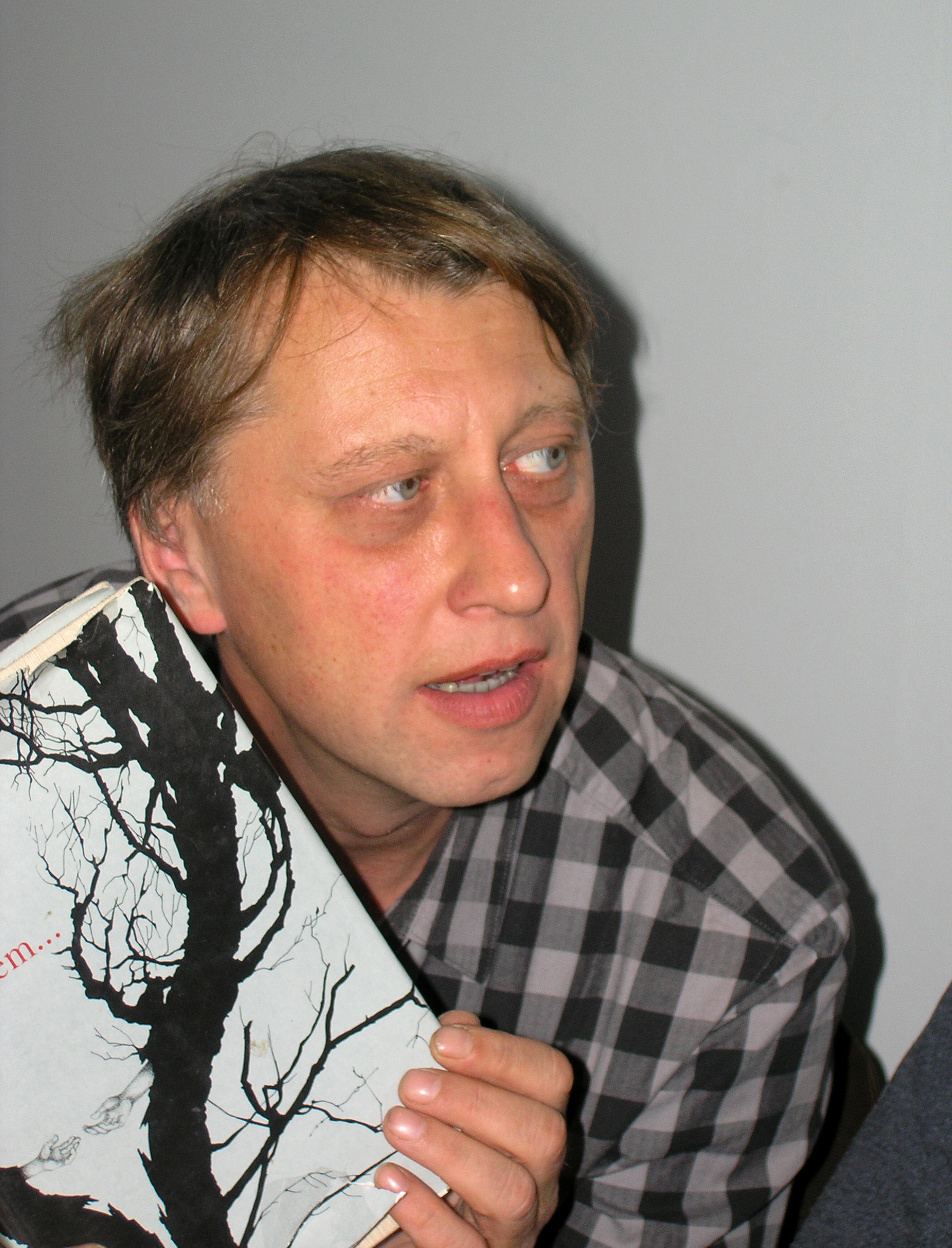
Jáchym Topol

Kniha roku Lidových novin 2005 je anketa Lidových novin o nejzajímavější knihu roku 2005 (do ankety jsou také započítány hlasy pro knihy vydané koncem roku 2004). V anketě hlasovalo 187 z celkových zhruba 450 oslovených osobností a se 13 hlasy zvítězil román Kloktat dehet Jáchyma Topola. Hlasování se uzavřelo 11. prosince 2005.

## Výsledky
1. Jáchym Topol: Kloktat dehet – 13 hlasů
2. Ladislav Klíma: Sebrané spisy I. – Mea – 8 hlasů
3. Jiří Hájíček: Selský baroko – 7 hlasů
4.–5. Oldřich Král: Čínská filosofie – 6 hlasů
4.–5. Jorge Luis Borges: Ars poetica – 6 hlasů
6.–12. Gil Vicente: Hra o pekelné lodi – 5 hlasů
6.–12. Píseň o nosu, editor Ivan Wernisch – 5 hlasů
6.–12. Petr Sís: Tibet – Tajemství červené krabičky – 5 hlasů
6.–12. Martin Šmaus: Děvčátko, rozdělej ohníček – 5 hlasů
6.–12. Jonathan Safran Foer: Naprosto osvětleno – 5 hlasů
6.–12. Jiří Kovtun: Republika v nebezpečném světě – 5 hlasů
6.–12. Petr Pokorný, Pavel Hájek, Jiří Sádlo, Václav Cílek, Dagmar Dreslerová: Krajina a revoluce – 5 hlasů